# Unteres Schloss (Siegen)

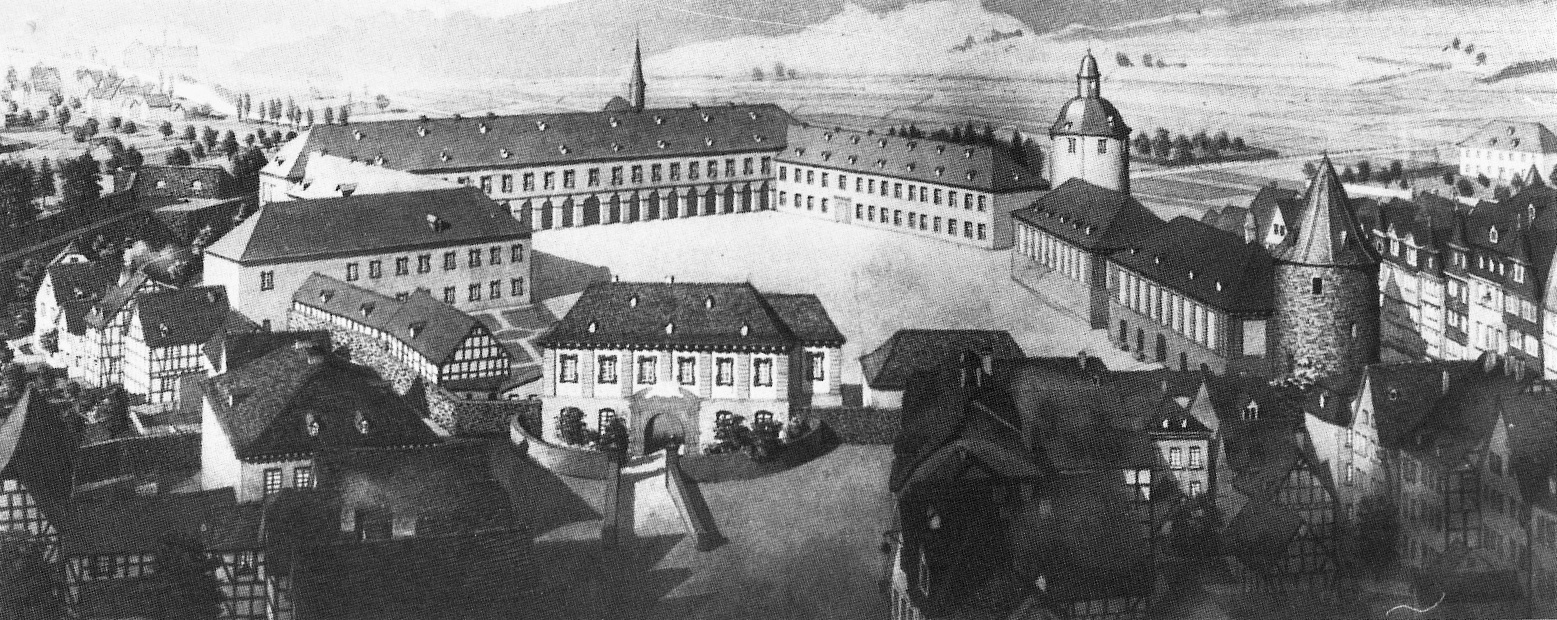
Panoramadarstellung des Unteren Schlosses aus dem 18. Jahrhundert, Ansicht von Südosten

Das Untere Schloss, früher auch Nassauischer Hof genannt, liegt in der Innenstadt von Siegen. Ursprünglich ein Franziskanerkloster, wurde das Gebäude im 17. Jahrhundert Residenz der protestantischen Linie des Hauses Nassau-Siegen. Derzeit entwickelt sich das Untere Schloss zu einem weiteren Campus der Universität Siegen.

## Geschichte

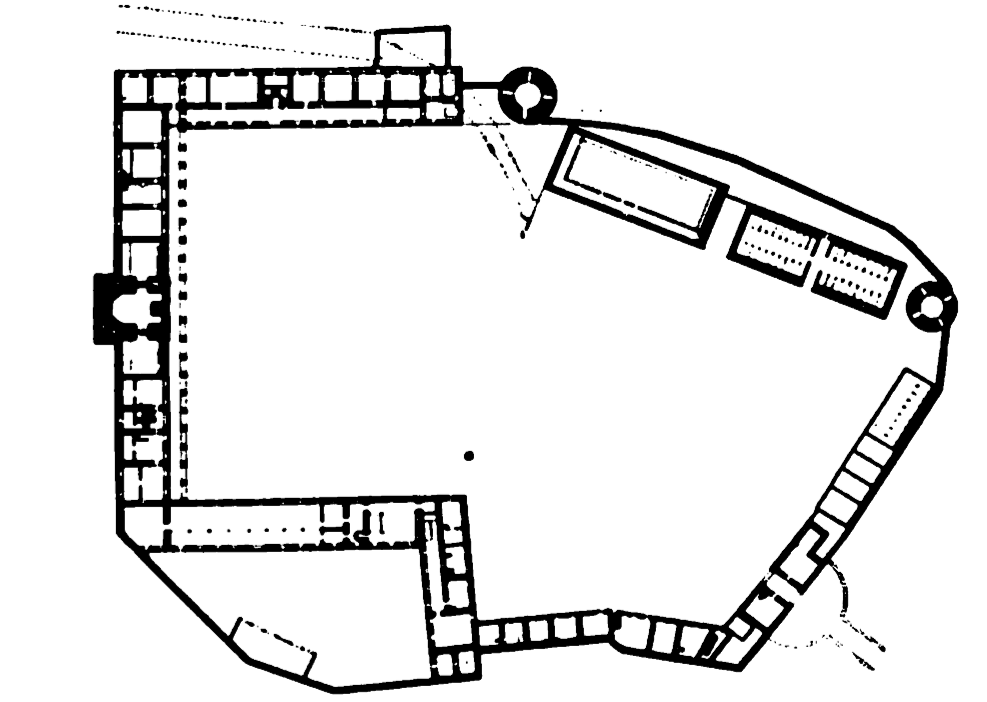
Grundrisszeichnung des Schlosses von Albert Ludorff, 1903

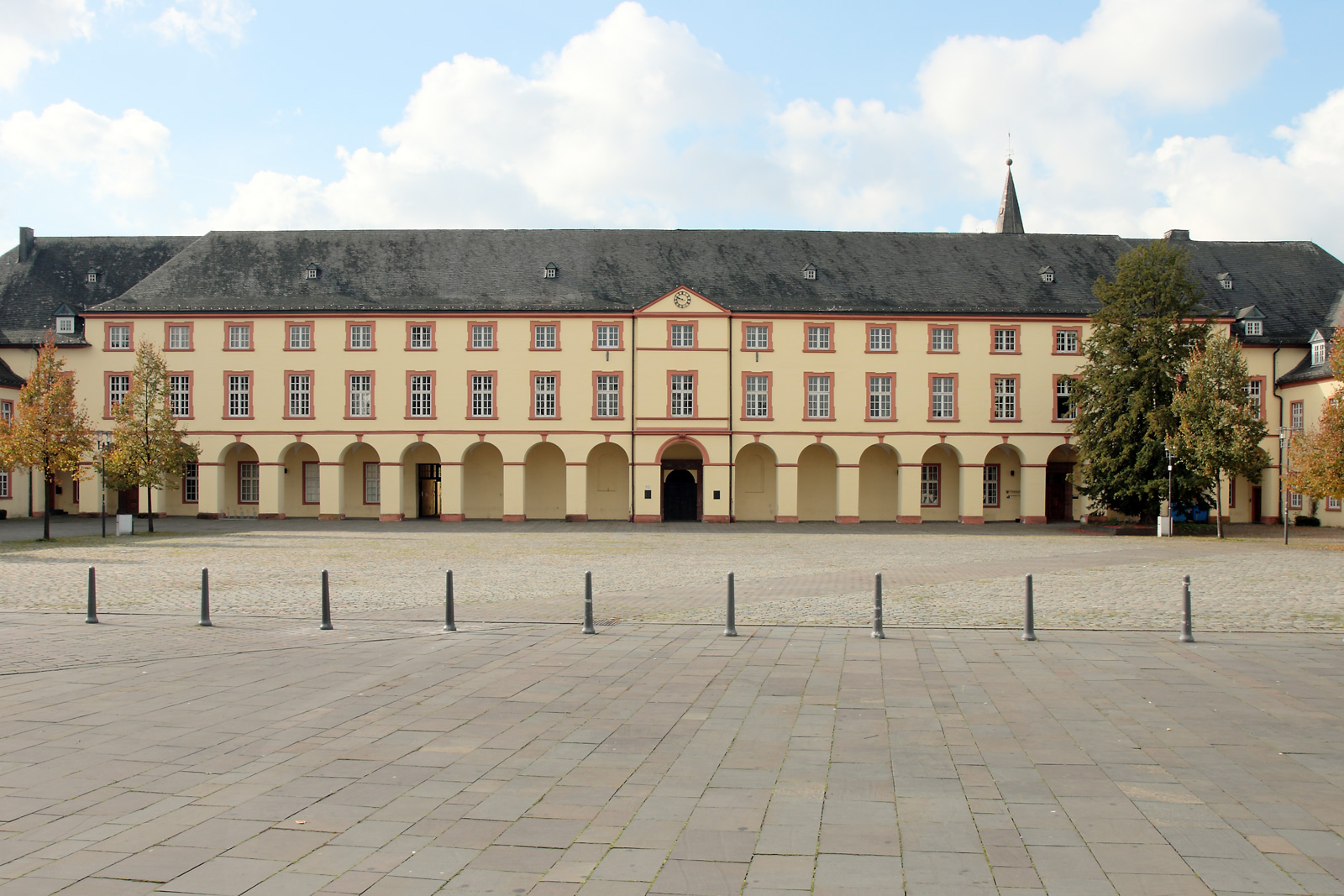
Corps de Logis

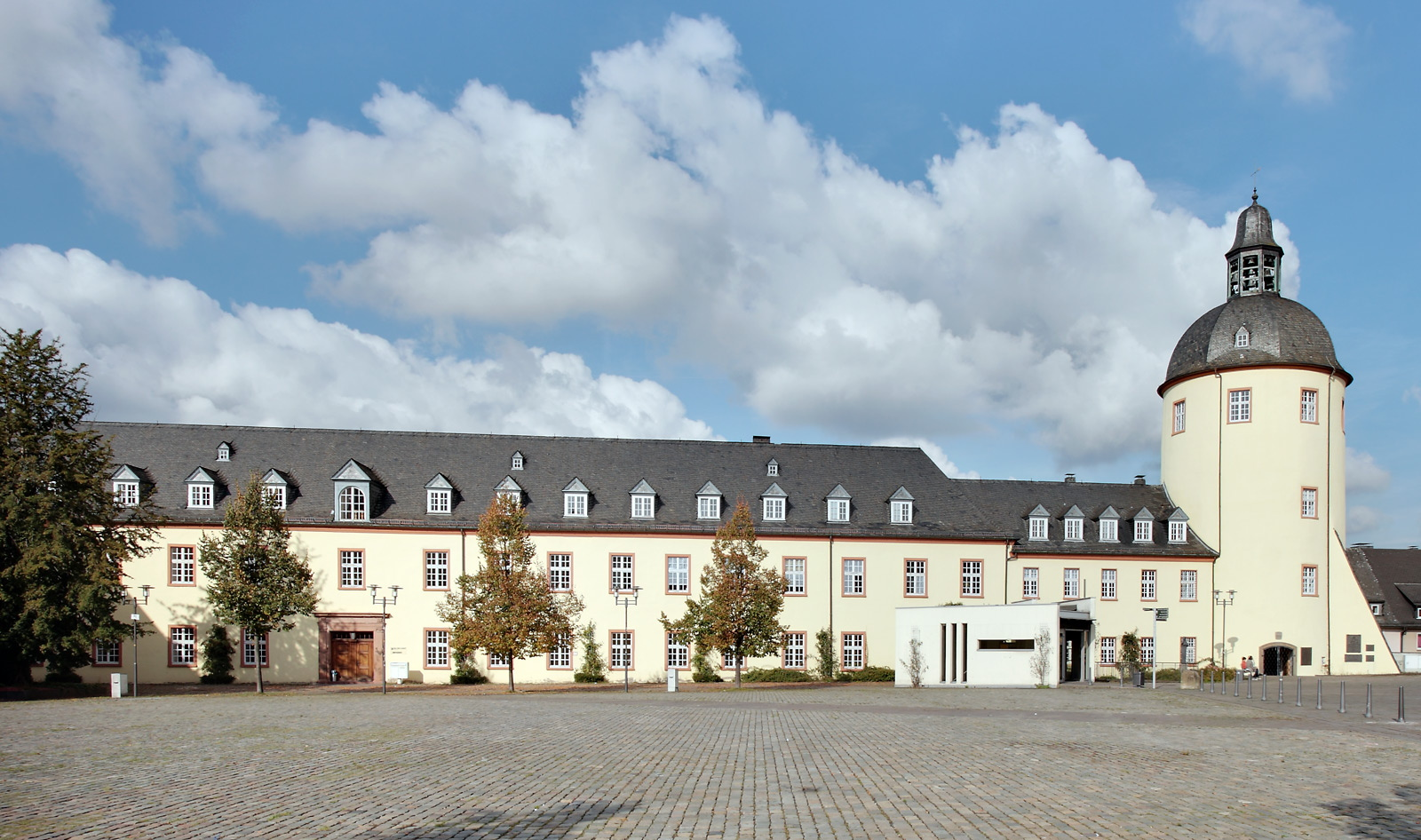
Kurländerflügel, Zwischenbau und Dicker Turm

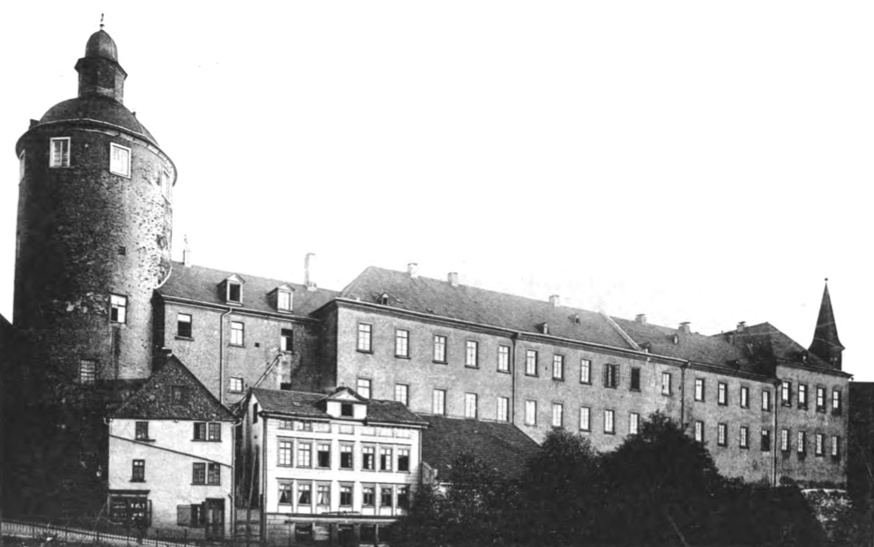
Außenansicht (1897)

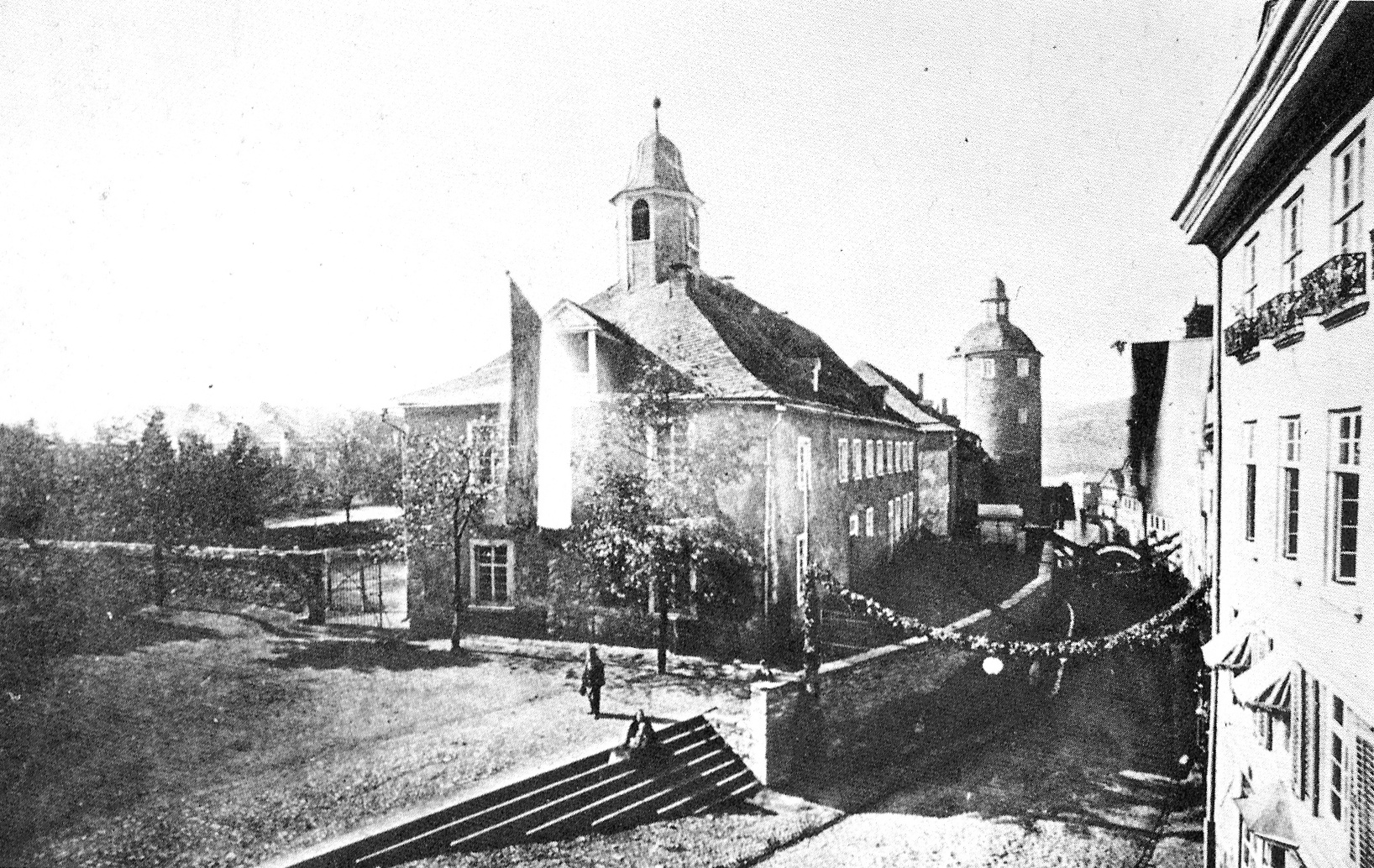
Ostansicht des Marstalls an der Kölner Straße, 1880. Im Hintergrund Ballhaus und „Dicker Turm“

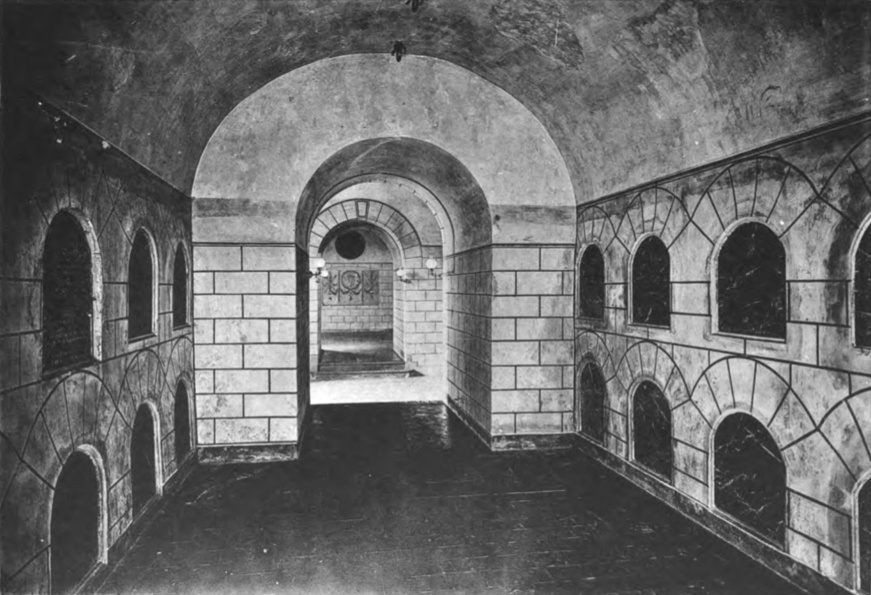
Fürstengruft (1897)

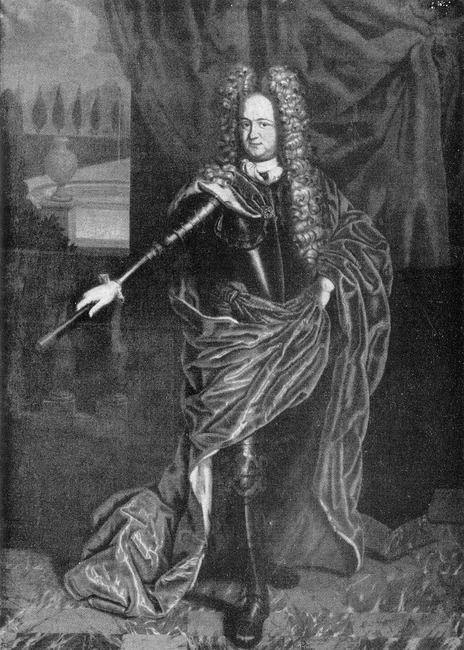
Friedrich Wilhelm I. Adolf von Nassau-Siegen (1680–1722), Bauherr des Neuen Schlosses

### Kloster und Schule
An der Stelle des heutigen Schlosses existierte von 1489 bis 1534 ein Franziskanerkloster. Bereits 1399 war ein „Barfüßerhof“ in Siegen erwähnt worden, wobei es sich vermutlich nicht um ein selbständiges Kloster handelte, sondern um die Terminei eines anderen Klosters des Ordens zum Sammeln von Almosen. 1473 erlaubte der Mainzer Erzbischof Adolf II. dem Grafen Johann IV. die Errichtung eines neuen Franziskanerklosters aus den erledigten Einkünften eines Klosters der Magdalenerinnen vor der Stadt. Den Bau von Kloster und Kirche setzte jedoch erst Johanns Sohn Johann V. 1486 um, als er von einer Pilgerreise ins Heilige Land zurückgekehrt war. Durch Tausch mit den Adligen Peter und Dietmar von Selbach erwarb der Graf den Bauplatz in der Kölner Straße. Die ersten Franziskaner der Niederrheinischen oder Kölnischen Franziskanerprovinz (Colonia) kamen 1489 nach Siegen, nachdem Papst Innozenz VIII. und Erzbischof Berthold von Henneberg die Zustimmung erteilt hatten. Die Brüder wohnten in dem noch unfertigen Konventsgebäude und verpflichteten sich notariell, die strenge Observanz einzuhalten. 1501 und 1517 tagte im Siegener Kloster das Provinzkapitel der Colonia, so dass die Gebäude die dafür nötige Größe gehabt haben müssen. Ständig wohnten im Kloster über 20 Brüder. Graf Wilhelm der Reiche verlangte 1529 jedoch die Verringerung auf 20 Bewohner.
Ab 1530 kamen im Zuge der Reformation die ersten lutherischen Prediger nach Siegen. Die Franziskaner weigerten sich, die protestantische Brandenburgisch-Nürnbergische Kirchenordnung anzuerkennen, die Graf Wilhelm 1533 in Kraft setzte. Der Graf wies die Brüder daraufhin aus; als sie sich weigerten, Siegen zu verlassen, wurden sie am 3. August 1534 durch gräfliche Beamte aus der Stadt vertrieben. Nach der Auflösung des Klosters 1534 war die Klosterkirche, die das Patrozinium des heiligen Johannes des Täufers trug, bis 1624 eine der drei evangelischen Stadtkirchen, ab 1652 war sie Simultankirche für beide Konfessionen, bis sie beim Stadtbrand 1695 zerstört wurde. Im Klostergebäude war von 1594 bis 1599/1600 und von 1606 bis 1609 vorübergehend die zuvor von Graf Johann VI. dem Älteren von Nassau-Dillenburg 1584 in Herborn gegründete und angesiedelte calvinistisch-reformierte Hohe Schule untergebracht, die anschließend wieder nach Herborn zurückverlegt wurde.

### Residenzschloss
Johann VII. nahm als Erster seiner Linie regelmäßig Residenz auf dem Oberen Schloss in Siegen. Nachdem der vorgesehene Alleinerbe Johann VIII. sich 1612 dem Katholizismus zugewandt hatte, verfügte der Vater in einem Testament von 1621, dass sein ältester Sohn sich das Siegerland mit zwei jüngeren Brüdern zu teilen habe, wobei die Stadt gemeinsamer Besitz bleiben sollte. Johann VIII., der im Dreißigjährigen Krieg kaiserlicher und spanischer General wurde, nutzte jedoch die Kriegswirren aus, um nach dem Tod seines Vaters 1623 die gesamte Grafschaft Nassau-Siegen zu besetzen und erwirkte ein kaiserliches Mandat, um dies zu legalisieren. Bereits 1624 begann er gemeinsam mit Jesuiten aus Köln mit der Rekatholisierung der Grafschaft. Während Johann VIII. in kaiserlichen Diensten in den Niederlanden und Frankreich kämpfte, besetzen schwedische Truppen 1632 die Grafschaft Nassau-Siegen. Sein jüngerer Halbbruder Johann Moritz, der in den Diensten der Republik der Sieben Vereinigten Niederlande stand, nutzte die Gelegenheit, die Grafschaft zu übernehmen, die Rekatholisierung rückgängig zu machen und die Jesuiten zu vertreiben. 1636 wurde er zum Generalgouverneur der Besitzungen der Niederländischen Westindien-Kompanie in Niederländisch-Brasilien ernannt. 1638 starb Johann VIII. in Flandern auf seinem Schloss Ronse. Sein Sohn und seine Witwe blieben dort wohnen. Nach der Rückkehr von Johann Moritz 1644 aus Brasilien nach Holland setzte sich der Erbstreit um Nassau-Siegen noch jahrelang fort.
1648 wurde das Testament von 1621 von Kaiser Ferdinand III. ratifiziert und damit die Dreiteilung der ohnehin schon kleinen Grafschaft durchgesetzt, die 1652 zum gemeinschaftlich regierten Fürstentum erhoben wurde. Johann Moritz wurde einer der drei Teilfürsten; er residierte in seinem ab 1633 erbauten Mauritshuis in Den Haag und ab 1649 hauptsächlich auf der Klever Schwanenburg, als Statthalter des brandenburgischen Kurfürsten Friedrich Wilhelm in Kleve und Mark. Doch begann er 1668 in Siegen mit dem Ausbau des inzwischen „Nassauischer Hof“ genannten ehemaligen Franziskanerklosters. Zu seinen Lebzeiten wurde vom niederländischen Baumeister Maurits Post um 1668 im Klostergebäude die Fürstengruft als Grablege für ihn und seine Nachfolger geschaffen, in die er allerdings erst 1680 aus Kleve überführt wurde. Auch ein Galerieflügel wurde bereits 1648 geplant und 20 Jahre später ausgeführt. Teile davon finden sich im heutigen Nordflügel.
1678 setzte der kinderlose Fürst seinen Neffen und Adoptivsohn Wilhelm Moritz von Nassau-Siegen testamentarisch als Mitregenten für das Fürstentum Nassau-Siegen und als Erben des protestantischen Landesteils ein und starb im folgenden Jahr. Wilhelm Moritz residierte vorwiegend in der von ihm erbauten Wilhelmsburg in Hilchenbach, ließ aber ab 1680 am Unteren Schloss einen Neubau beginnen, in den der Galerieflügel einbezogen wurde, mit einem Verbindungstrakt zur Fürstengruft. 1690 ließ er auch ein Torhaus errichten, akzentuiert von drei Turmdächern mit Laternen und geschweiften Hauben. (Dessen Portal wurde vor dem Abriss im 19. Jahrhundert an die Nordwand des Kapellenflügels im Oberen Schloss versetzt.)
1691 – die Bauarbeiten waren noch im Gange – starb Wilhelm Moritz; auf ihn folgte sein Sohn Friedrich Wilhelm I. Adolf, der aber erst 11 Jahre alt war und unter der Regentschaft seines katholischen Onkels Johann Franz Desideratus von Nassau-Siegen (1627–1699) stand. Die katholische Linie lebte überwiegend in Flandern. Wilhelm Moritz’ Witwe Ernestine Charlotte von Nassau-Dillenburg ernannte den Architekten Peter Rembold († 1730) zum Landesbaumeister; dieser arbeitete auch für den Fürsten von Nassau-Dillenburg. Beim großen Stadtbrand am 10. April 1695 wurde der damals noch Nassauer Hof genannte Bau zu einem Großteil zerstört, mit Ausnahme von Tor und Fürstengruft. Im selben Jahr zog der katholische Vetter Wilhelm Hyacinth aus Brüssel nach Siegen ins Obere Schloss; 1699 folgte er seinem Vater Johann Franz Desideratus als Teilregent von Nassau-Siegen sowie als Regent für den Anteil von Friedrich Wilhelm I. Adolf. Es kam zu erheblichen Spannungen zwischen den beiden Fürsten. (Wilhelm Hyacinth wurde wegen schwerer Verfehlungen 1707 vom Kaiser abgesetzt.)
Rembold baute danach zwischen 1698 und 1711 den Nordtrakt (Kurländerflügel, später benannt nach der zweiten Gemahlin des Fürsten Friedrich Wilhelm I. Adolf, Amalie Luise von Kurland) sowie eine Reihe von Nebengebäuden. Ein neuer mittlerer Flügel (Corps de Logis) bezog die Fürstengruft von Maurits Post nach dessen Plänen mit ein. Die Fassade dieses Teils ist geprägt durch eine Arkade, die aus 21 Pfeilern gebildet wird. Nachträglich wurde der Ort der Fürstengruft 1884 durch die Hinzufügung eines Mittelrisalits optisch hervorgehoben. Bereits außerhalb der damaligen Stadtmauern wurde von Rembold der barocke Schlossgarten (Herrengarten) angelegt. Dazu gehörte 1703 eine Orangerie sowie anstelle eines im selben Jahr eingestürzten mittelalterlichen Turms der Siegener Stadtbefestigung der Dicke Turm als Archivturm. Erst 1802 wurde er mit dem Kurländerflügel durch einen Zwischenbau verbunden. Der langgestreckte Mittelflügel (Corps de Logis), dessen Zentrum die Fürstengruft bildet, wurde wohl vor dem Herbst 1715 vollendet, da die Hofkapelle über der Gruft zu diesem Zeitpunkt geweiht wurde. An der Nordostseite des Schlossplatzes lagen der Marstall und ein Ballhaus. Beide wurden nach den Luftangriffen auf Siegen im Zweiten Weltkrieg nicht wieder aufgebaut.
1717 wurde Erich Philipp Ploennies (1672–1751) Nachfolger von Rembold. Ab 1717 begann er mit dem Bau eines Südflügels (Wittgensteiner Flügel), der später nach Gräfin Sophie Polyxena zu Sayn-Wittgenstein-Hohenstein benannt wurde. Deren Gemahl Friedrich Wilhelm II. folgte seinem Vater 1722, stand aber als 15-Jähriger zunächst unter Vormundschaft. 1734, nach dem Tod von Friedrich Wilhelm II., fiel das Fürstentum Nassau-Siegen an Wilhelm IV. von Nassau-Dietz, Prinz von Oranien, Erbstatthalter der Vereinigten Provinzen der Niederlande. Die beiden Fürstin-Witwen Amalie Luise von Kurland und ihre Schwiegertochter Sophie Polyxena zu Sayn-Wittgenstein blieben bis an ihr Lebensende (1750 bzw. 1781) in den nach ihnen benannten Flügeln des Neuen Schlosses wohnen; daneben diente es ab 1742 auch als Behördengebäude. Nachdem das Siegerland 1815 zu Preußen gekommen war, war das Schloss unter anderem Dienstsitz des Landrates. 1816 wurde im Unteren Schloss das Bergamt Siegen gegründet, 1818 wurde in einem Raum im Kurländer Flügel die Königliche Bergschule Siegen eröffnet. 1822 war im Wittgensteiner Flügel des Schlosses das Postamt Siegens untergebracht. Zwischen 1864 und 1976 befand sich im Schloss das Amt- und Landgericht.

## Heutige Nutzung
Von 1936 bis 2011 war dort eine Nebenstelle der JVA Attendorn untergebracht. Darüber hinaus war es Landesbehördenhaus. Dort befanden sich das Arbeitsgericht Siegen, der Bau- und Liegenschaftsbetrieb NRW, die Außenstelle der Bezirksregierung Arnsberg, sowie das Amt für Arbeitsschutz. Seit 2016 nutzten nach Sanierung und Umbau die Fakultät Wirtschaftswissenschaften, Wirtschaftsinformatik und Wirtschaftsrecht und die Universitätsbibliothek der Universität Siegen das Gebäude.
Der Schlossplatz dient heute auch für Großveranstaltungen, so unter anderem für das Siegener Open Air Kino und seit 2006 auch für Public Viewing während der Fußball-Welt- und Europameisterschaften. Von 2007 bis 2012 war dort auch im Dezember der Siegener Weihnachtsmarkt untergebracht. Dieser findet seit 2018 an selber Stelle jährlich wieder statt.
Im Dicken Turm ertönt täglich um 12, 14, 16 und 18 Uhr ein Glockenspiel.